# 吉澤瞳

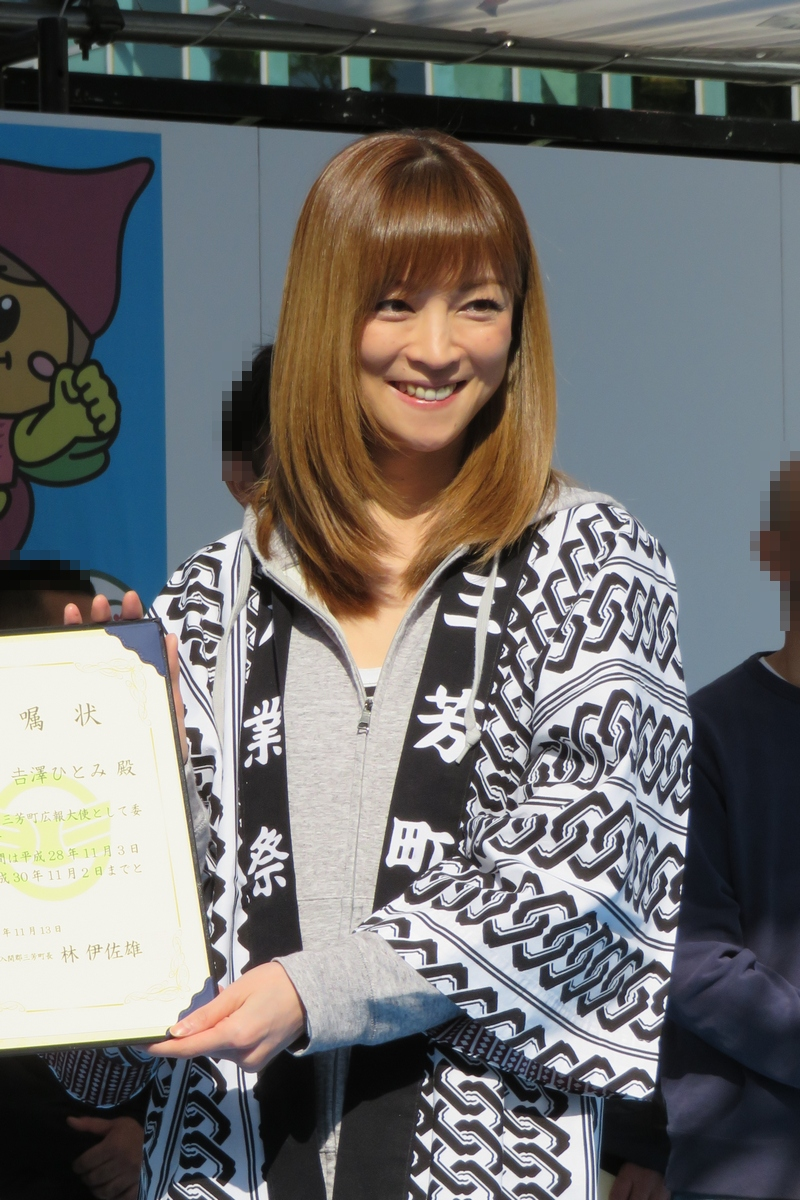
2016年11月13日年於三芳町産業祭的吉澤

吉澤瞳（1985年4月12日—），日本歌手，是“早安少女组。”的原成員（第四期）。埼玉县入間郡三芳町出身。姓氏中的「吉」字正確寫法是上「土」下口，而不是「士」。

## 經歷
2000年，與石川梨華、辻希美和加護亞依在《早安少女組。第3回追加audition》合格，成為早安少女組。四期生。其中矢口真里成為吉澤的教育係。5月在《早安少女組。SPRING CONCERT TOUR 2000 Dancing Love Site》初次公演時露面。之後成為小早安成員。
2001年，在《Mr. Moonlight ～愛的Big Band～》第一次成為曲目中心人物之一。
2005年，第二代隊長飯田圭織畢業後，由矢口真里接任第三任隊長，吉澤也成為副隊長。同年4月矢口因緋聞離開組合後，吉澤成為第四任隊長。
2007年，在早安少女組。畢業，同年7月成為新組合音樂Gatas隊長。
2011年，成為夢幻早安少女組。成員。
2015年11月22日，與從事信息技術的39歲男士結婚。次年7月29日誕下男嬰。

### 肇事駕駛
2017年9月29日，因為逆向行駛撞車，導致對方車主腳部輕傷。同年10月5日發文道歉。2018年9月6日，再次因酒駕肇事駕駛（參見醉駕事件和引退），自此被所屬公司J.P ROOM Inc解約後引退演藝圈。

## 醉駕事件和引退
2018年9月6日早上約7點，吉澤瞳酒醉駕駛闖紅燈，在東京東中野車站附近路口撞上一男一女，吉澤現場加速逃逸。因肇事的同時間已預定和隊友保田圭出席活動，當天則由保田圭一人緊急暫代。吉澤被捕之後供稱，當時未下車察看是因為「路上車輛過多，無法停車」，但公布的監視器畫面顯示當時路面空曠，與吉澤供詞不符，此舉涉嫌偽證，而酒測值亦超過標準值四倍。警方表示當時有目擊者追上前，趁吉澤在下一個紅燈停下時敲其車窗提醒回頭下車察看，但吉澤亦置之不理。因吉澤當時仍為「夢幻早安少女組。」成員之一，此酒駕逃逸事件成為日本連日來的新聞焦點，受到大眾輿論的撻伐。
9月26日、東京地方檢察廳依違反道路交通法「自動車運轉死傷處罰法」起訴。
9月28日、吉澤瞳所屬事務所宣布，吉澤瞳從藝能界引退，即日起結束經理人合約。吉澤瞳為事件道歉，她在親筆署名聲明中說在21日拘留期回顧了自己的人生，「深深感受到自己的軟弱和不夠成熟，認為自己的行徑絕不可原諒」。
2018年11月30日，吉澤瞳於東京地方裁判所被判刑兩年，緩刑五年，庭上吉澤瞳任職IT公司的丈夫亦有出庭作供，供稱吉澤瞳並未完全戒酒。裁判官指吉澤瞳酒精含量比其他案件高，傷者面上亦留下傷痕，其責任相當重。

## 軼事
專長為運動，並參與多項有關棒球團隊的應援。2008年，參與節目《全員逃走中》，在1小時以內逃跑，和宮川大輔贏得54萬日圓。
此外也參與多種形式的馬拉松，2009年參與ツール・ド・ジャパン2009西湖ステージ自行車馬拉松，在限時內完成賽事；2010年在石垣島アースライド2010自行車馬拉松約9小時完成125公里的賽道；2011年在東京馬拉松以6小時25分59秒完成賽事。

## 家族
奧運馬拉松金牌選手高橋尚子是她的親戚。
她的弟弟弘太於2007年1月11日因交通意外身亡，得年16歲。

## 演出

### 電視
- ASAYAN「パーソナル・レボリューション」（2001年10月14日-11月11日　東京電視台）
- 「Matthew's Best Hit TV」（2003年11月5日 朝日電視台）
- それゆけ！ゴロッキーズ（2003年10月14日-21日・11月4日-19日・11月25日-12月2日・12月9日-18日　東京電視台）
- よろしく！センパイ（2003年1月9日・1月11日　東京電視台）
- 二人ゴト～○○とあなた～（2004年5月5日-11日　東京電視台）
- 二人ゴト～a close friend～（2004年7月30日-8月9日・9月24日・9月30日　東京電視台）
- 娘。ドキュメント2005（2005年1月19日-20日・1月31日・2月8日　東京電視台）
- 娘DOKYU!（2005年5月18日-6月9日・7月8日-9月30日・12月22日-2006年1月6日・2006年4月27日-5月3日　東京電視台）
- 「情熱！足球★星人」（2006年3月25日 朝日電視台）
- 「歌ドキッ! 〜ポップクラシックス〜」（2007年3月22日-3月26日・2007年4月30日-5月4日・2007年5月31日・2007年6月5日・2007年6月14日・2007年7月27日・2007年8月28日・2007年9月4日・2007年9月11日・2007年9月21日・2007年9月24日・2007年9月28日・2008年1月23日-1月30日　東京電視台）
- 「ド短期ツメコミ教育豪腕！コーチング!!」（2007年5月28日 東京電視台）
- 「THE・サンデー」（2007年6月10日 日本電視台）
- 「ドリームビジョン」（2007年6月12日 日本電視台）
- 「週刊オリラジ経済白書」（2007年6月12日・12月4日 日本電視台）
- 「世界の果てまでイッテQ!」（2007年6月20日・2008年5月4日 日本電視台）
- 「世界まる見え!テレビ特搜部」（2007年7月9日・10月29日・2008年3月10日 日本電視台）
- 「さんまのスーパーからくりTV」（2007年7月22日 TBS）
- 「ネプリーグ」（2007年7月23日 富士電視台）
- 「爆笑レッドカーペット」（2007年7月31日 富士電視台）
- 「脳內エステ IQサプリ」（2007年8月4日 富士電視台）
- 「ニッポン旅×旅ショー」（2007年8月30日 日本電視台）
- 「登竜門/TRE－SPORT Dear Blue FIFA女子World Cup CHINA開幕SP」（2007年9月3日 富士電視台）
- 「ラジかるッ」（2007年9月10日・11月15日・12月10日 日本電視台）
- 「なでしこ.jp」（2007年9月13日・14日）
- 「2007年女子世界盃足球賽中國」（2007年9月11日・9月14日・9月17日・9月30日・10月12日　富士電視台）
- 「ヨ!日本一!!」（2007年9月24日 朝日電視台）
- 「ウンチク･バトル寶物検定・これが日本のお寶SP」（2007年9月25日 東京電視台）
- 「ズームイン!!SUPER」（2007年10月17日・11月15日・12月10日 日本電視台）
- 「2時っチャオ!」（2007年10月17日 日本電視台）
- 「ロンブーの怪傑!トリックスター」（2007年10月19日・26日 東京電視台）
- 「ココリコミリオン家族」（2007年10月23日・11月27日 東京電視台）
- 「笑っていいとも!」（2007年10月24日 富士電視台）
- 「くちコミ☆ジョニー!」（2007年10月24日・12月10日 日本電視台）
- 「たべごろマンマ!」（2007年10月27日 東京電視台）
- 「アド街ック天國」（2007年10月27日・2008年3月8日 東京電視台）
- 「天才!志村どうぶつ園」（2007年11月3日 日本電視台）
- 「まるまるちびまる子ちゃん」（2007年11月8日 富士電視台）
- 「所さんの學校では教えてくれないそこんトコロ!」（2007年11月9日 東京電視台）
- 「サッカーアース」（2007年11月9日 日本電視台）
- 「一攫千金ヤマワケＱ」（2007年11月11日 2008年3月25日　朝日電視台）
- 「ぴーかんテレビ」（2007年11月13日 東海テレビ）
- 「スッキリ!!」（2007年11月15日 日本電視台）
- 「おもいッきりイイ!!テレビ」（2007年11月15日・12月10日 日本電視台）
- 「NEWS リアルタイム」（2007年11月15日・12月10日 日本電視台）
- 「世界バリバリバリュー」（2007年11月21日 TBS）
- 「地球調査船アメディゾン」（2007年11月28日 東京電視台）
- 「目指せ世界一!ミラノvs南米のパリ ついでに美女になりた～いSP」（2007年12月1日 日本電視台）
- 「2007年世界冠軍球會盃」（2007年12月7日、12月13日　日本電視台）
- 「ガレッジ×ビレッジ」（2007年12月10日 東京電視台）
- 「ロンドンハーツ」（2007年12月11日 朝日電視台）
- 「サッカーアース」（2007年12月14日 日本電視台）
- 「ぷっ」すま」（2007年12月18日 朝日電視台）
- 「徳光&所の世界記錄工場Part4」（2008年1月2日 日本電視台）
- 「お茶の間の真実～もしかして私だけ!?～」（2008年1月21日 東京電視台）
- 「めざましどようび」（2008年2月16日 富士電視台）
- 「ダウンタウンDX」（2008年2月28日 日本電視台）
- 「最終警告!たけしの本當は怖い家庭の醫學」（2008年3月11日 朝日電視台）
- 「プレミアの巣窟」（2008年3月11日 富士電視台）
- 「にじいろジーン」（2008年4月5日　富士電視台）
- 「モクスペ 覚えて得する記憶力クイズ！ナイナイメモリー」（2008年4月24日　日本電視台）
- 「勉強してきましたクイズ ガリベン！2時間スペシャル」（2008年4月26日　朝日電視台）
- 「地球テスト直前SP 地球ぐるっと日帰りツアー」（2008年5月4日　朝日電視台）

#### 常態主持
- 「わおーん！」（2008年4月9日～2009年3月25日 每周三24:29～25:14　読売テレビ）

### 電視劇
- はいからさんが通る（2002年1月2日　TBS）飾演北小路環
- おれがあいつであいつがおれで（2002年12月28日　TBS）飾演斉藤一美※主演
- もっと戀セヨ乙女（2004年5月17日-6月24日　NHK）飾演深沢泉
- 新幹線ガール（2007年7月4日　日本電視台）飾演中野ひばり
- ハガネの女　（2010年5月21日  朝日電視台　第一集嘉宾）海老原リカ

### 電影
- ピンチランナー（2000）客串
- とっかえっ娘。（2002）
- 仔犬ダンの物語（2002）飾演工藤理砂

### 音樂劇/舞台劇
- LOVE センチュリー～夢は見なけりゃ始まらない～（2001）
- モーニング‧タウン（2002）
- 江戸っ娘。忠臣蔵（2003）飾演やや
- HELP!!熱っちい地球を冷ますんだっ。（2004）飾演古河愉希子
- リボンの騎士 ザ‧ミュージカル（2006）飾演大臣
- 何日君再來(イツノヒカキミカエル)（2007）飾演美華
- 平成レボリューション～バックトゥザ‧白虎隊～（2007）飾演斉藤美咲※主演
- 昭和歌謡シアター「オリビアを聴きながら」（2007）飾演東鄉優

### 電台

#### 常態主持
- プッチモニダイバー（2000年6月26日-2000年12月25日　TOKYO FM）
- プッチモニダイバーV3（2001年1月8日-2002年9月26日　TOKYO FM）
- ヘッチャラ平家★ヨロシクよっすぃ～（2001年10月6日-2002年10月5日　CBCラジオ）
- いきなりイナバ★よろしくヨッスィー（2002年10月12日-2004年3月27日　CBCラジオ）
- JOGLIS+（2010年4月6日- 每周二　TOKYO FM）

#### 廣播劇
- モーニング娘。の仔犬ダンの物語 - 第４夜（2002年12月12日　ニッポン放送） 飾演工藤理砂
- あまやどり（2003年6月16日-19日　ニッポン放送） 飾演大沢葉菜
- さよなら、あした（2003年11月24日-27日　MBSラジオ） 飾演タケシ
- Ema（2004年1月19日-22日　ニッポン放送） 飾演原口恵真
- ラブリー！ミラクル・フットサル（2005年12月25日　MBSラジオ） 飾演ひまわり

## 書籍

### 寫真集
- 吉澤ひとみ寫真集 「よっすぃー。」（2001年10月6日　ワニブックス）
- 吉澤ひとみ寫真集 「8teen」（2004年3月20日　ワニブックス）

### 單行本
- 「Hello!ヨッスィー」（2007年4月20日　角川マガジンズ）

## 外部連結
- 期間限定部落格 
  - 平成レボリューション ～バックトゥザ・白虎隊～
  - 昭和歌謡シアター『オリビアを聴きながら』
  - 吉澤ひとみ「Vamos-la! GATAS」  （页面存档备份，存于）

- 早安家族台灣私設 FC 族譜
- 個人資料頁(Hello!Project官方網站) （页面存档备份，存于）